# Kaj Jensen
Kurt Kaj Jensen, född 20 maj 1924 i Köpenhamn, död 13 mars 2000 i Foss församling i Munkedals kommun, var en dansk-svensk målare.  
Jensen har medverkat i ett flertal jurybedömda utställningar på Royal Academy Londons sommarutställning, Kunstnernes Efterårsudstilling i Köpenhamn och i Bohussalongen. Under Thor Modéendagarna 2012 i Kungsör medverkade han i utställningen Kurt-Kaj, Eric och Bosse Jensen, Målningar av tre generationer. Jensen är representerad vid Statens konstfond, Ny Carlsbergfonden och i ett flertal Danska och Svenska kommuner.